# First Samurai
First Samurai, scritto anche The First Samurai in alcune videate, è un videogioco a piattaforme in cui il giocatore controlla il personaggio di un samurai che dall'antico Giappone viene proiettato nel futuro. Il videogioco fu originariamente prodotto per Amiga e successivamente convertito per Atari ST, Commodore 64, DOS e Super NES. Fu successivamente prodotto anche un sequel intitolato The Second Samurai.

## Trama
Nell'antico Giappone, dopo una lunga lotta un demone uccide il maestro del giovane samurai. Un mago interviene per affrontare il demone, che stavolta viene sconfitto, ma fugge nel lontano futuro. Il samurai tuttavia chiede al mago di poterlo inseguire, per vendicare il maestro. Il mago allora trasporta anche il samurai nel Giappone del XXIV secolo e qui ha inizio il gioco vero e proprio. Il samurai dà la caccia al demone attraversando ambienti di campagna, sotterranei e di città moderne, affrontando vari tipi di creature al servizio del demone. Lungo il percorso il mago continua ad aiutare il samurai facendo occasionali apparizioni sotto forma di un'immagine fluttuante, e permettendogli di superare alcuni ostacoli altrimenti impossibili.

## Modalità di gioco
I livelli sono grandi e complessi ambienti da esplorare, con visuale di profilo e scorrimento multidirezionale. Per superarli bisogna trovare la strada per raggiungere il mostro finale, e ciò può anche richiedere interventi magici e il ritrovamento di determinati oggetti.
Il samurai può camminare, saltare, abbassarsi, arrampicarsi sulle pareti verticali. Per combattere ha a disposizione una serie di mosse diverse: vari tipi di pugni e calci quando è disarmato, vari tipi di fendenti quando è dotato di spada. Può inoltre utilizzare altre armi e oggetti particolari.
Nella parte bassa dello schermo si trovano due barre indicatrici di lunghezza variabile, una a forma di braccio che rappresenta l'energia fisica e se si termina si perde una vita, e una a forma di spada che rappresenta l'energia mistica del samurai. Quest'ultima deve essere a un livello sufficientemente alto per poter compiere certe azioni; in particolare, la spada si ottiene automaticamente accumulando abbastanza energia mistica. La spada può anche salvare la vita al samurai: se si esaurisce l'energia fisica, la spada viene sacrificata per recuperarne un po'.
L'energia fisica si ricarica raccogliendo cibo, mentre per caricare quella mistica servono dei globi di energia rilasciati dai nemici uccisi.
In giro si possono trovare dei vasi che rappresentano punti di partenza: se si raggiungono e si attivano, consumando un po' di energia mistica, successivamente in caso di perdita di una vita o di uso di una pozione teletrasportante si potrà ricominciare da quel punto anziché dall'inizio del livello.
Numerosi sono anche i passaggi e i bonus segreti, in punti apparentemente vuoti.
Il mago alleato può essere evocato quando l'energia mistica è al massimo, suonando una campana magica, per risolvere determinate situazioni, ad esempio superare un vulcano o una cascata. In alcuni casi è necessario trovare prima alcuni oggetti di cui ha bisogno il mago stesso. Un'immagine evanescente del mago appare per suggerire di evocarlo, quando può essere effettivamente d'aiuto.
C'è anche la possibilità di salvare la partita su disco, ma solo tra un livello e l'altro.